# Inventaire forestier national
Pour les articles homonymes, voir Inventaire forestier national (France) et Inventaire forestier national (Suisse).
Un inventaire forestier national (IFN) est un inventaire forestier réalisé pour un pays entier, grâce à des méthodes statistiques.
Ses principaux objectifs sont :
- évaluer la ressource de bois et son évolution ;
- disposer d'éléments chiffrés pour décider la politique forestière et évaluer son impact.

Ces inventaires concernent souvent des milliards d'arbres et de vastes surfaces dont les quantités et qualités ne peuvent être qu'approchées grâce à des extrapolations. Leur précision dépend aussi de la régularité des mises à jour de tableaux statistiques.
La photo aérienne et satellitale, le GPS ont récemment apporté une meilleure précision géographique, mais comme le rappelait en France en 1944 le forestier P. Fourchy, « II ne faut se risquer qu'avec prudence dans les statistiques forestières, même les plus modernes et les plus soignées, car toutes présentent une large marge d'approximation et d'incertitude, marge absolument inévitable », ce que confirmait en 1953 R. Leroy dans un article intitulé « L'emploi des statistiques forestières dans les monographies ». Les revenus de la forêt (bois, chasse, pêche…), corrigés des avantages fiscaux, subventions ou d'autres types d'aide et les calculs de prix de revient sont également à appréhender sur de longs pas de temps et sont parfois difficiles à calculer. Les comparaisons interrégionales ou de pays à pays doivent être faites avec prudence en raison de contextes différents, mais aussi en raison de vocabulaires techniques, de méthodes d'inventaires et d'évaluation parfois très différentes.

## Europe
Belgique
L'inventaire forestier national de la Région flamande est effectué par l'Agentschap voor Natuur en Bos depuis l'année 2008.
France
L'inventaire est réalisé par l’Institut national de l'information géographique et forestière (organisme résultant de la fusion en 2012 des anciens Inventaire forestier national et IGN).
République tchèque
En République tchèque, l'inventaire national est réalisé par l'Institut de l'aménagement des forêts (UHUL), avec le soutien de Institut de recherche sur les écosystèmes forestiers (IFER).
Roumanie
Un inventaire national a été initié en 2006, en cycles de 5 ans. Il est réalisé par le service Inventarul forestier național de l'Institut de recherche et d'aménagement sylvicoles (Institul de Cercetări și Amenajări Silvice).
Russie
Un inventaire national a été décidé en 2008. Il est réalisé par 250 équipes de terrain. Le projet est prévu pour 10 ans. Le projet est commandé par le ministre des forêts russe par l’intermédiaire de l'organisme Rozlesinforg. L’impulsion pour l’élaboration de l’IFN russe a été donné par la mise en application de la nouvelle loi forestière deux ans auparavant qui a fondamentalement transformé la gestion forestière russe ; de plus, une location commerciale à grande échelle des forêts a été lancée (non seulement pour l’abattage, mais aussi pour la récréation et les autres objectifs). En conséquence, il était nécessaire de mettre en place un système de contrôle minutieux de l’état des forêts.
Suisse
Les inventaires sont faits par l'Institut fédéral de recherche sur la forêt, la neige et le paysage (Eidgenössische Forschungsanstalt für Wald, Schnee und Landschaft, WSL).

## Amérique
Pérou

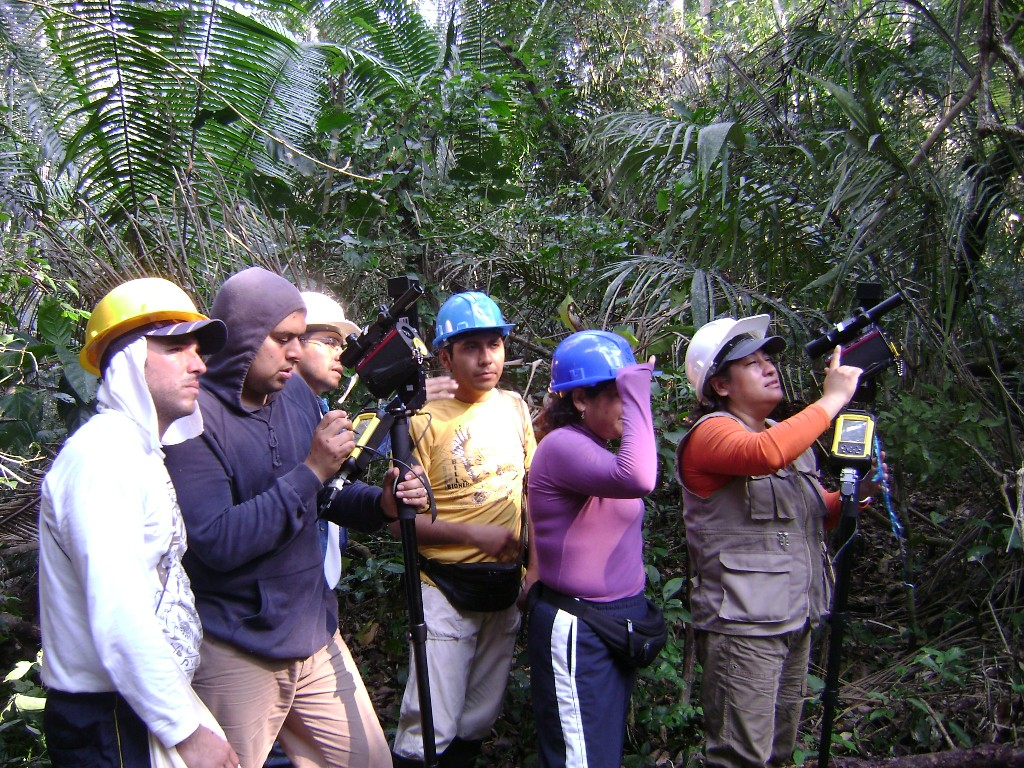
Travaux pendant l'inventaire forestier national du Pérou.

Le premier inventaire national du Pérou doit commencer pendant l'année 2010. 15 équipes sont prévues pendant le projet pilote.
Uruguay
Le premier inventaire forestier national du Uruguay est effectué par La Dirección General Forestal, el Ministerio de Ganadería, Agricultura y Pesca (MGAP), avec l'aide de FAO ().

## Afrique
Algérie
L'Algérie a commencé son premier inventaire forestier national en 1984, puis actualisé en 2008. Le projet est piloté par l'Institut national de recherche forestière.
Gabon
Le Gabon commence en 2010 son premier inventaire forestier national, avec un projet pilote qui doit commencer à l'automne 2010. Le projet est effectué par l'École nationale des eaux et forêts (Libreville).
Maroc
Le Maroc a commencé son premier inventaire forestier national en 1990, et ce après trois tentatives de projets pilotes sub-nationaux. La cartographie et l'inventaire dendrométrique du premier IFN du Maroc ont été effectués entre 1990-1994. Le second de l'IFN a débuté en 2003.